# Mrs. Lirriper's Lodgers
Mrs. Lirriper's Lodgers è un cortometraggio muto del 1912 diretto da Van Dyke Brooke.

## Produzione
Il film fu prodotto dalla Vitagraph Company of America.

## Distribuzione
Distribuito dalla General Film Company, il film - un cortometraggio in una bobina - uscì nelle sale cinematografiche statunitensi il 15 ottobre 1912, nel Regno Unito fu distribuito il 25 gennaio 1913.